# Turbo markusrufi
Turbo markusrufi is een slakkensoort uit de familie van de Turbinidae. De wetenschappelijke naam van de soort is voor het eerst geldig gepubliceerd in 2003 door Kreipl & Alf.